# بيتر وونغ (سياسي)
بيتر وونغ هو لاعب الكرلنغ وسياسي كندي، ولد في 8 يوليو 1931 في موسجاو في كندا، وتوفي في 6 يونيو 1998 في ريجاينا في كندا.